# Auguste af Reuss-Ebersdorf
Grevinde Auguste Reuss til Ebersdorf  (tysk: Gräfin Auguste Reuß zu Ebersdorf) (19. januar 1751 – 16. november 1831) var en tysk grevinde fra fyrstehuset Reuss, der var hertuginde af Sachsen-Coburg-Saalfeld fra 1800 til 1806 som ægtefælle til hertug Frans Frederik af Sachsen-Coburg-Saalfeld.
Auguste var mor til Kong Leopold 1. af Belgien og mormor til Dronning Victoria af Storbritannien.

## Familie
Hertug Franz Friedrich og Hertuginde Auguste fik ni børn:
- Sophie (1778–1835), gift med grev Emmanuel von Mensdorff-Pouilly (1777–1852).
- Antoinette (1779–1824), gift med prins Alexander Friedrich Karl af Württemberg (1771–1833).
- Juliane (1781–1860), (kendt som Anna Fjodorovna), gift med storfyrst Konstantin Pavlovitj af Rusland (1779–1831), der var søn af kejser Paul 1. af Rusland.
- regerende hertug Ernst 1. af Sachsen-Coburg og Gotha (1784–1844), der blev far til den britiske prinsgemal Prins Albert (1819–1861).
- Ferdinand Georg August af Sachsen-Coburg-Saalfeld-Koháry (1785–1851), der blev far til kong Ferdinand 2. af Portugal (1816–1885) og svigerfar til dronning Maria 2. af Portugal (1819–1853).
- Victoire (1786–1861). Prinsesse Victoire var gift to gange, og hun blev mor til bl.a. Karl zu Leiningen (1804–1856), der i 1848 kortvarigt var Tysklands første ministerpræsident, og til dronning Victoria af Storbritannien (1819–1901).
- Marianne Charlotte (1788–1794).
- kong Leopold 1. af Belgien (1790–1865).
- Maximilian (1792–1793).